# Rasmus Paludan
Rasmus Paludan (2 gennaio 1982) è un politico danese, fondatore e leader del partito di estrema destra Stram Kurs.
Paludan si è reso protagonista di svariati eventi pubblici antislamici durante i quali sono state bruciate copie del Corano, con conseguenti disordini e controproteste, alcune segnate da violenze, scontri con la polizia ed incendi di auto.

## Famiglia, educazione, inizio carriera
Paludan è fratello maggiore della poetessa Tine Paludan e dello scrittore Martin Paludan. Ha un passato da immigrato, essendo suo padre il giornalista svedese Tomas Polvall edavendo lui stesso vissuto per qualche tempo in Svezia.
All'età di 25 anni conseguì la laurea in giurisprudenza ottenendo un punteggio medio che lo collocata al nono posto tra i voti dei suoi compagni di corso. Secondo il padre, Paludan dovette sospendere gli studi per qualche tempo a causa di un incidente stradale in cui fu investito da un'auto mentre andava in bicicletta, a seguito del quale fu costretto a sottoporsi a un intervento chirurgico al cervello.

### Carriera professionale
Paludan esercitò la professione come avvocato difensore in una serie di casi che coinvolsero sedicenti "critici del sistema" e sostenitori della cannabis terapeutica, come Lars Kragh Andersen, ma anche in svariati casi concernenti gli immigrati e il diritto di asilo. Tra il settembre 2015 e l'agosto 2018 lavorò come docente presso la facoltà di giurisprudenza dell'Università di Copenaghen.
A causa delle sue controverse prese di posizione politiche, Paludan è sotto costante protezione da parte della polizia.

## Politica e manifestazioni di protesta

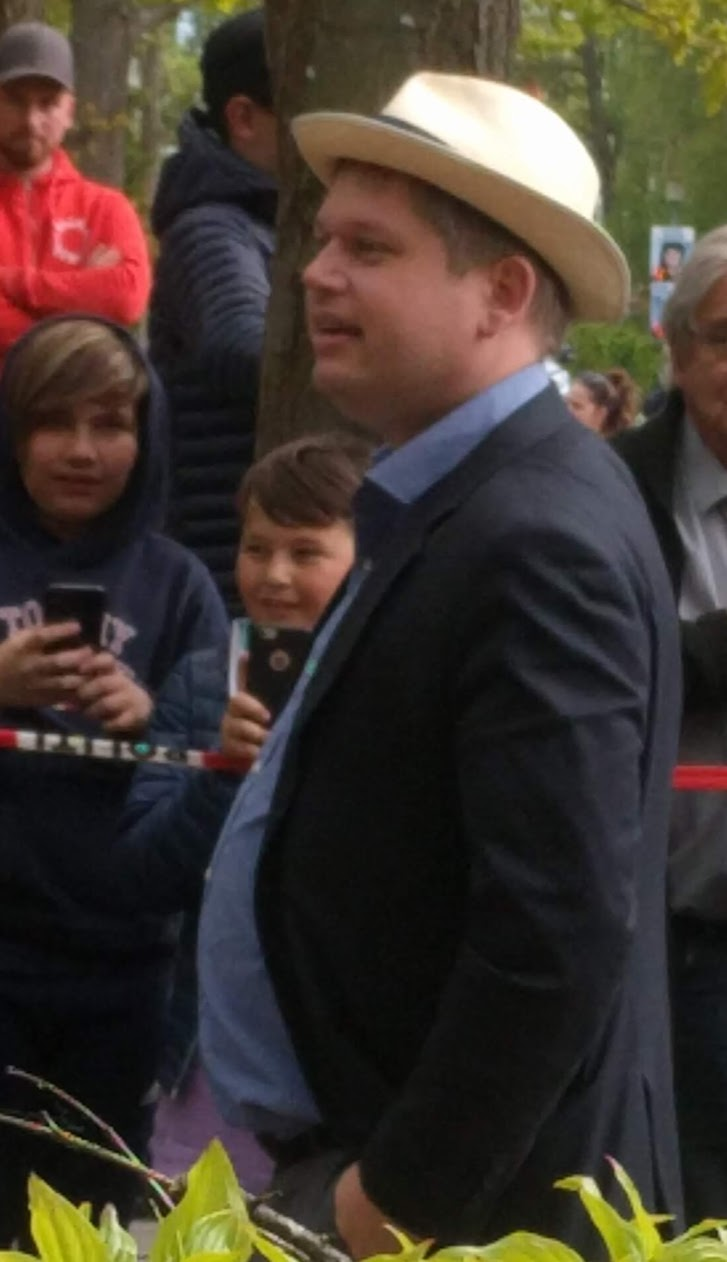
Rasmus Paludan

Paludan e il suo partito esprimono opinioni estremiste sull'Islam e sull'immigrazione non occidentale. Si dichiara estremamente contrario all'immigrazione non occidentale e alla presenza dell'Islam in Danimarca. È noto per le numerose dimostrazioni politiche, spesso effettuate in aree con presenza di molti immigrati musulmani. Durante queste manifestazioni, si prodiga in dichiarazioni anti-immigrati e razziste e deride i musulmani (e l'Islam nel suo insieme) con affermazioni provocatorie che sfociano spesso in violente contro-proteste. Bruciò il Corano e lo profanò in altri modi che molti musulmani trovaripno offensivi. I video dei successivi scontri sono stati condivisi su YouTube, piattaforma su cui il partito Stram Kurs ha un ampio seguito.
Paludan chiede di deportare, in campi di detenzione nel nord-est della Groenlandia, quei cittadini stranieri che, colpiti da un provvedimento di espulsione, non vogliono o non sono in grado di tornare nel Paese di provenienzao,.
Nel giugno 2020 Stram Kurs tenne una manifestazione ad Aarhus, Danimarca, durante la quale un uomo di 52 anni estrasse un coltello, entrò nell'area transennata e corse verso Paludan. La polizia sparò un colpo di avvertimento, ma l'aggressore non depose la sua arma, dopodiché la polizia aprì il fuoco e lo ferì a una gamba. In seguito all'episodio in questione, ci furono pesanti disordini nella zona. La polizia fu bersagliata da fuochi d'artificio e sassi.

### Roghi del Corano
Nell'aprile 2019 Paludan tenne una manifestazione anti-Islam a Viborg in Danimarca, che scatenò il caos data la presenza di circa 100 contro-manifestanti. Furono arrestate tre persone e, nel giugno 2019, un ventiquattrenne siriano fu condannato a 60 giorni di carcere per avere tirato un sasso a Paludan. L'autore del reato inoltre dovrà essere espulso dopo la pena detentiva e gli sarà vietato di tornare in Danimarca per sei anni.
In relazione ad un pianificato rogo del Corano avvenuto a Malmö nell'agosto 2020, gli fu imposto il divieto di tornare in Svezia per un periodo di due anni, ma nell'ottobre dello stesso anno gli fu concessa la cittadinanza svedese a causa delle origini paterne.
Nell'aprile 2022 organizzò svariate manifestazioni nelle maggiori città svedesi, durante le quali bruciò e profanò copie del Corano come segno di sfida nei confronti dell'integralismo islamico. Queste dimostrazioni pubbliche causarono molti disordini di ordine pubblico, comprese distruzioni di proprietà private e pubbliche e scontri con la polizia.

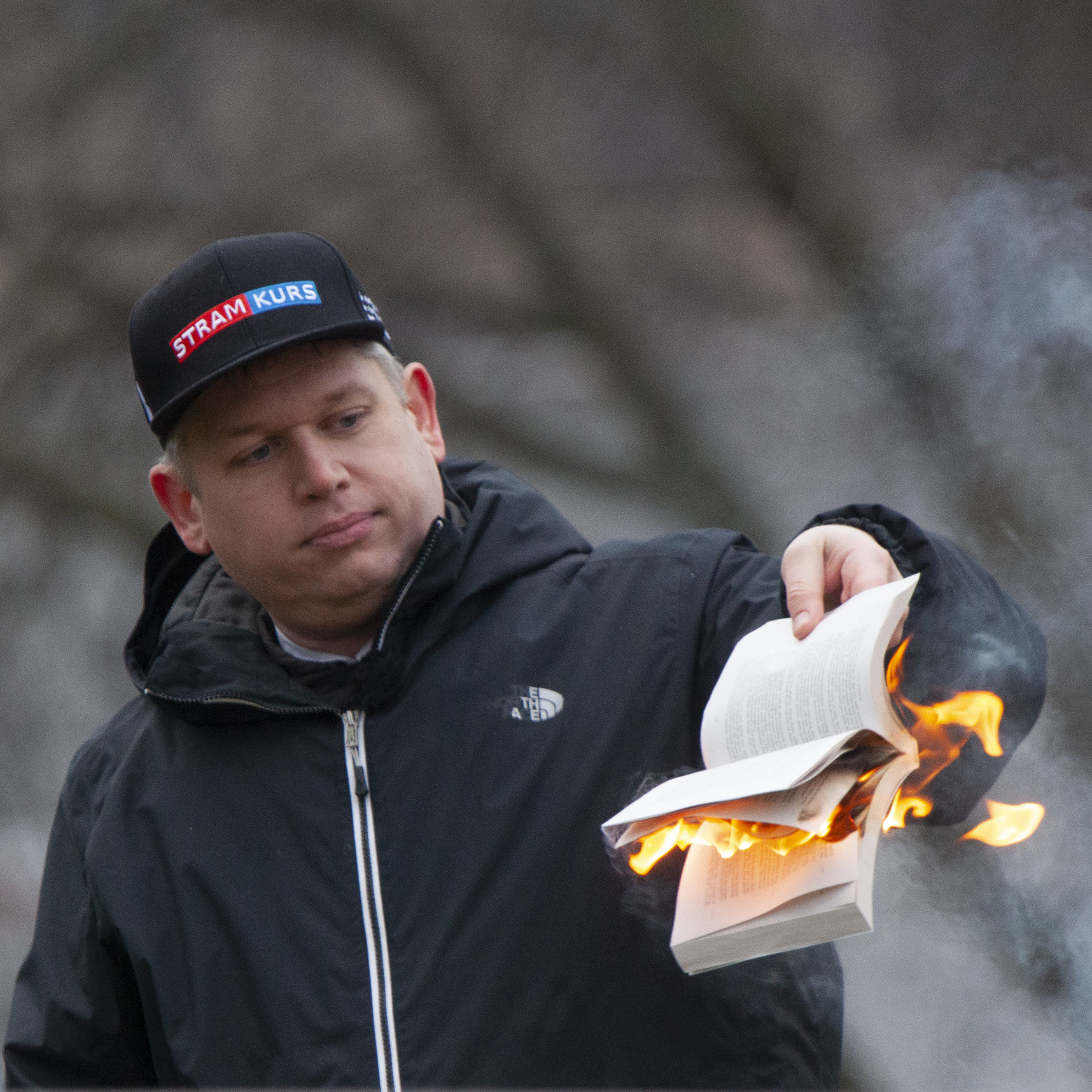
Paludan brucia una copia del Corano davanti all'ambasciata turca a Stoccolma nel gennaio 2023

Il 21 gennaio 2023, Paludan bruciò una copia del Corano davanti all'ambasciata della Turchia a Stoccolma, episodio che, insieme ad altri roghi simili, si disse in seguito che "avesse acceso un'enorme controversia globale". Il rogo del Corano costrinse la Turchia ad annullare una visita ministeriale svedese che avrebbe dovuto occuparsi della richiesta di adesione della Svezia alla NATO, e scoppiarono manifestazioni in Turchia, Iraq, Yemen e Giordania, dove centinaia di manifestanti infuriati bruciarono la bandiera svedese e immagini di Paludan. Il presidente della Turchia, Recep Tayyip Erdoğan, dichiarò che la Svezia non doveva più aspettarsi il sostegno da parte della Turchia per la sua adesione alla NATO. L'adesione della Svezia alla NATO richiede che tutti i 30 Stati membri approvino la richiesta della Svezia; la Turchia era allora l’unico paese che si era rifiutato di farlo. Secondo diversi esperti e analisti, Erdogan sfruttò la situazione per profilarsi in vista delle elezioni presidenziali turche. Il 26 gennaio Paludan dichiarò che avrebbe bruciato un Corano ogni venerdì davanti all'ambasciata turca a Copenaghen finché la Turchia non fosse stata pronta a ratificare la richiesta di adesione della Svezia alla NATO.
Nel luglio 2023, un tribunale di Ankara, Turchia, ha ufficialmente emesso un mandato d'arresto nei confronti di Paludan per avere "insultato pubblicamente i valori religiosi" bruciando un Corano davanti alla loro ambasciata. Paludan ha quindi ricevuto minacce di morte da parte di vari estremisti islamici e dall'ISIS stesso, per l'atto "sacrilego" da lui compiuto.

## Controversie personali

### Stalking

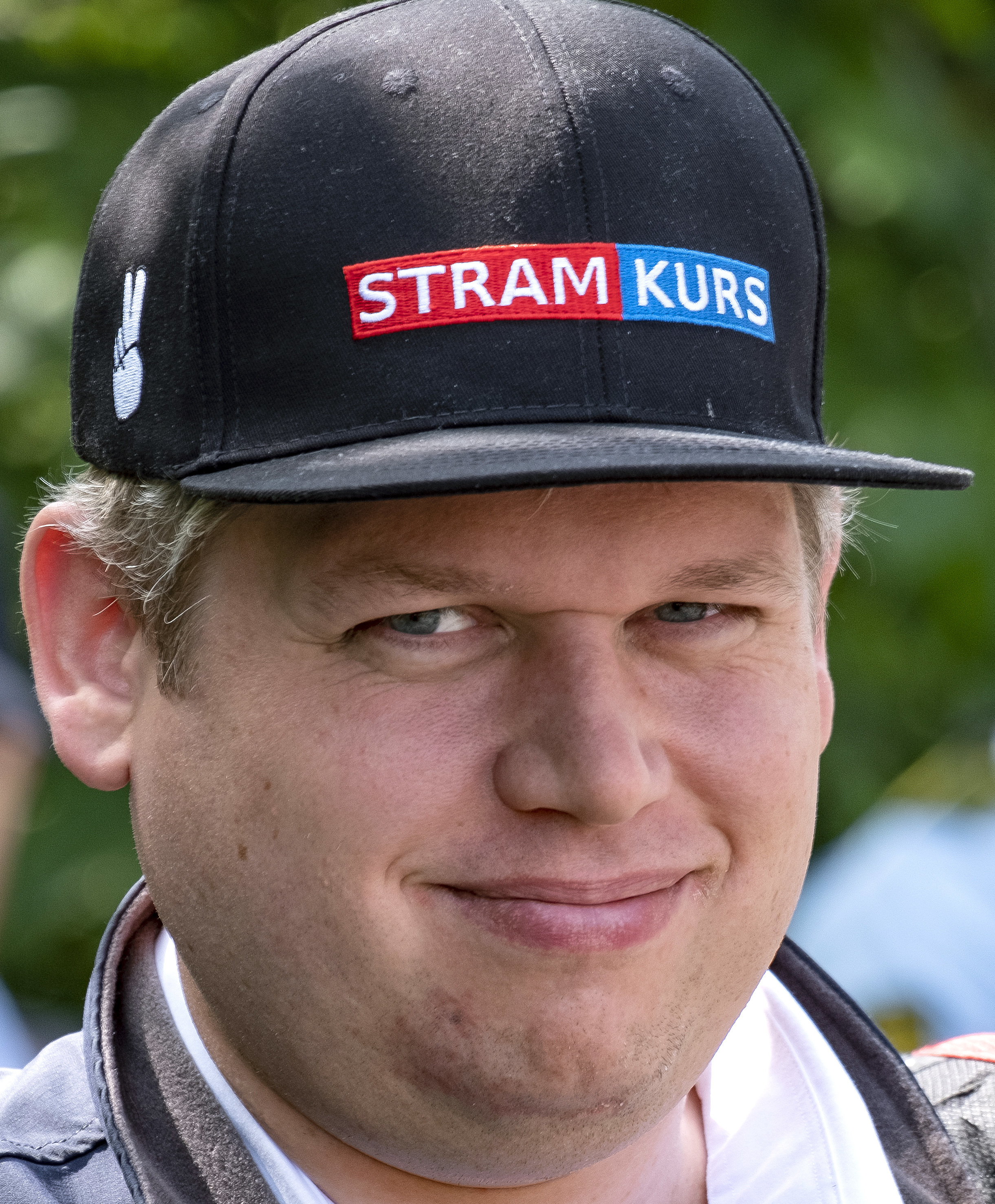
Paludan nel 2019

Nel gennaio 2013 nei confronti di Paludan fu emesso un ordine restrittivo di 5 anni, impedendogli di contattare un uomo di 24 anni che aveva molestato ossessivamente con pedinamenti, appostamenti, telefonate, ecc... fin dal 2010, quando entrambi frequentavano l'Università di Copenaghen. Nonostante l'ordine restrittivo, le molestie continuarono fino al dicembre 2013. Nel 2015 Paludan venne multato per aver offeso l'ufficiale di polizia che gestiva il suo caso di stalking.

### Accusa di chat a sfondo sessuale con ragazzi minorenni
Nell'agosto 2021 è stato rivelato attraverso un'indagine del quotidiano danese Ekstra Bladet che Paludan attraverso un server Discord aveva parlato di sesso fetish con minori di età compresa tra 13 e 17 anni. Paludan non negò le affermazioni, ma respinse qualsiasi illecito, affermando di non sapere quanti anni avessero le persone con cui stava parlando e che i ragazzi o i moderatori della chat lo avrebbero fermato se avesse oltrepassato i limiti.